# 罗垒云端
罗垒云端（？—1767年），又作洛垒云端，卫拉特蒙古杜尔伯特部台吉，绰罗斯氏，鄂木布岱青和硕齐玄孙，察衮曾孙，丹津孙，达克巴第三子。
乾隆十九年（1754年），罗垒云端随辉特台吉阿睦尔撒纳归附清朝，乾隆帝任命他为札萨克固山贝子，让他驻牧喀尔喀。乾隆二十年（1755年），跟随西路军征讨准噶尔汗国达瓦齐。乾隆三十二年（1767年），去世后，无嗣，部众分属他的弟弟刚多尔济及额尔德尼，为杜尔伯特前右旗。